# Horodok, Hmelnîțkîi
Horodok (în ucraineană Городок) este orașul raional de reședință al raionului Horodok din regiunea Hmelnîțkîi, Ucraina. În afara localității principale, nu cuprinde și alte sate.

## Demografie
Componența lingvistică a orașului Horodok
     Ucraineană (97,1%)
     Polonă (1,39%)
     Rusă (1,34%)
     Alte limbi (0,1%)
Conform recensământului din 2001, majoritatea populației orașului Horodok era vorbitoare de ucraineană (97,1%), existând în minoritate și vorbitori de polonă (1,39%) și rusă (1,34%).